# Halalaimus setosus
Halalaimus setosus är en rundmaskart som beskrevs av Timm 1961. Halalaimus setosus ingår i släktet Halalaimus och familjen Oxystominidae. Inga underarter finns listade i Catalogue of Life.